# Agrotis stenospila
Agrotis stenospila là một loài bướm đêm trong họ Noctuidae.